# María Jesús Salido Rojo
María Jesús Salido i Rojo (Barcelona, 1970) és una empresària, feminista i activista social catalana. Fundadora de The Project (2010), cofundadora de SocialDiabetes (2012)  i Listen.Doctor (2024) juntament amb Victor Bautista.
Per la seua trajectòria i activitat destacada va rebre el Premi Dona TIC 2021.